# خانه‌ای روی آب
خانه‌ای روی آب فیلمی به نویسندگی و کارگردانی بهمن فرمان‌آرا محصول سال ۱۳۸۰ است. در این فیلم رضا کیانیان، هدیه تهرانی، عزت‌الله انتظامی و جمشید مشایخی به ایفا نقش می‌پردازند.

## داستان فیلم
دکتر رضا سپیدبخت شبی موقع رانندگی فرشته‌ای را زیر می‌گیرد و دستش با لمس انگشتان فرشته زخمی عمیق برمی‌دارد. فردا وقتی او به بیمارستان می‌رود، مسئول بخش به او می‌گوید پسربچه‌ای حافظ قرآن را که بیهوش شده، اشتباهاً به بخش درمانی دکتر (زنان و زایمان) منتقل کرده‌اند. دکتر در بیمارستان با یکی از همکاران قدیمی‌اش که سابقاً میان آن‌ها رابطه و علاقه‌ای بوده برخورد می‌کند. ژاله، منشی دکتر از او به دلیل رابطه گذشته‌شان و اینکه دکتر در نهایت باعث شده دیگر هیچ وقت نتواند بچه دار شود، گلایه می‌کند.
دکتر برای دیدن پدر پیرش به خانه سالمندان می‌رود و بین آن‌ها برخورد تلخی صورت می‌گیرد. دکتر به ژاله می‌گوید مدتی است سرنشینان یک پیکان سفید در تعقیبش هستند و از او نشانی یک نصب‌کننده دزدگیر را می‌گیرد. مانی پسر جوان دکتر سپیدبخت پس از پانزده سال به کشور می‌آید، اما در فرودگاه به جرم حمل مواد مخدر بازداشت می‌شود. دکتر بالاخره موفق می‌شود مانی را خلاص کند، اما نیمه شب می‌فهمد پسرش در حال تزریق مواد مخدر است و تصمیم می‌گیرد او را برای ترک اعتیاد به کلینیک ببرد. پسر از کلینیک می‌گریزد و دکتر که در جستجوی پسرش به جنوب شهر رفته اتفاقی پدر ژاله را می‌بیند و متوجه می‌شود که او مدت هاست با خانواده اش ارتباطی ندارد و تنها زندگی می‌کند. ژاله با تعقیب کنندگان دکتر سپیدبخت در ارتباط است و رفت‌وآمدهای دکتر را به آن‌ها خبر می‌دهد. آن‌ها سپس سراغ نصب‌کننده دزدگیر خانه دکتر می‌روند و با ارائه کارت و مدارکی از او رمز دستگاه دزدگیر را می‌گیرند.
دکتر در بیمارستان کاموایی رنگی می‌بیند و رد آن را می‌گیرد و به اتاقی که پسر قاری قرآن در آن خوابیده می‌رسد. پسر از خواب بیدار می‌شود و به دکتر می‌گوید او را با خودش ببرد. دکتر با صدای آژیر خطر بیدار می‌شود و می‌فهمد چند مرد سیاه پوش به خانه او وارد شده‌اند. او پسر حافظ قرآن را در کمد پنهان می‌کند و به طبقه پایین می‌رود، اما مورد حمله مهاجمان سیاه پوش قرار می‌گیرد و با ضربه‌های متعدد چاقوی آن‌ها کشته می‌شود.

## بازیگران
- رضا کیانیان در نقش دکتر رضا سپیدبخت
- هدیه تهرانی در نقش ژاله تیرانداز (منشی دکتر سپیدبخت)
- عزت‌الله انتظامی در نقش پدر دکتر سپیدبخت
- جمشید مشایخی در نقش دکتر لطیفیان
- بیتا فرهی در نقش خانم طالقانی (سوپروایزر بیمارستان)
- بهناز جعفری در نقش مژگان احدی
- مهدی صفوی در نقش مانی (پسر دکتر سپیدبخت)
- حسین کسبیان در نقش آقای تیرانداز (پدر ژاله)
- ولی شیراندامی در نقش آقای شیری (رئیس خانهٔ سالمندان)
- مریم بوبانی در نقش خانم احدی (مادر مژگان)
- شبنم طلوعی در نقش مسؤل اطلاعات بیمارستان
- سپنتا سمندریان در نقش کودک حافظ قرآن
- رؤیا نونهالی در نقش خانم محمدی
- مهران رجبی در نقش رئیس حراست فرودگاه
- قاسم زارع در نقش پدر کودک حافظ قرآن
- محسن قاضی مرادی در نقش خدمتکار خانه دکتر سپیدبخت
- پرستو صالحی
- شاهرخ فروتنیان در نقش نصب کنندهٔ دزدگیر
- امیر غفارمنش در نقش معتاد
- ملیحه نظری در نقش خانم زمانی (فرشته‌ای در ظاهر پیرزن بافنده)
- علی بکائیان در نقش مأمور اطلاعات فرودگاه

## جوایز

### بیستمین دوره جشنواره فیلم فجر
| مسابقه                          | قسمت                       | شخص             | نتیجه    | جایزه        |
| ------------------------------- | -------------------------- | --------------- | -------- | ------------ |
| مسابقه سینمای ایران             | بهترین فیلم                | بهمن فرمان‌آرا   | پیروز    | سیمرغ بلورین |
| مسابقه سینمای ایران             | بهترین کارگردانی           | بهمن فرمان‌آرا   | نامزدشده | سیمرغ بلورین |
| مسابقه سینمای ایران             | بهترین بازیگر نقش اول مرد  | رضا کیانیان     | پیروز    | سیمرغ بلورین |
| مسابقه سینمای ایران             | بهترین بازیگر نقش مکمل مرد | عزت‌الله انتظامی | پیروز    | سیمرغ بلورین |
| مسابقه سینمای ایران             | بهترین بازیگر نقش مکمل زن  | بهناز جعفری     | پیروز    | سیمرغ بلورین |
| مسابقه سینمای ایران             | بهترین بازیگر نقش مکمل زن  | بیتا فرهی       | نامزدشده | سیمرغ بلورین |
| مسابقه سینمای ایران             | بهترین فیلمنامه            | بهمن فرمان‌آرا   | نامزدشده | سیمرغ بلورین |
| مسابقه سینمای ایران             | بهترین طراحی صحنه و لباس   | ژیلا مهرجویی    | پیروز    | سیمرغ بلورین |
| مسابقه بین‌الملل (جشنواره جهانی) | بهترین فیلم                | بهمن فرمان‌آرا   | پیروز    | دیپلم افتخار |

### ششمین دوره جشن حافظ
| قسمت                       | نامزد           | نتیجه    |
| -------------------------- | --------------- | -------- |
| بهترین فیلم                | بهمن فرمان‌آرا   | نامزدشده |
| بهترین بازیگر مرد سینما    | رضا کیانیان     | نامزدشده |
| بهترین بازیگر مرد سینما    | عزت‌الله انتظامی | نامزدشده |
| بهترین بازیگر مرد سینما    | جمشید مشایخی    | نامزدشده |
| بهترین فیلمنامه سینمایی    | بهمن فرمان‌آرا   | نامزدشده |
| بهترین فیلمبرداری          | محمود کلاری     | نامزدشده |
| بهترین بهترین طراحی و لباس | ژیلا مهرجویی    | نامزدشده |
| جایزه ویژه هیئت داوران     | بهمن فرمان‌آرا   | پیروز    |

### دیگر جوایز
| جشنواره                                            | قسمت               | نامزد          | نتیجه    |
| -------------------------------------------------- | ------------------ | -------------- | -------- |
| ششمین دوره جشن خانه سینما                          | بهترین فیلم        | بهمن فرمان آرا | نامزدشده |
| ششمین دوره جشن خانه سینما                          | بهترین کارگردانی   | بهمن فرمان آرا | نامزدشده |
| ششمین دوره جشن خانه سینما                          | بهترین فیلمنامه    | بهمن فرمان آرا | نامزدشده |
| دوره چهارم بهترین‌های سال به انتخاب ایران اکتور     | بهترین فیلم        | بهمن فرمان آرا | نامزدشده |
| دوره چهارم بهترین‌های سال به انتخاب ایران اکتور     | بهترین کارگردان    | بهمن فرمان آرا | نامزدشده |
| دوره هجدهم بهترین‌های سال منتخب نویسندگان و منتقدان | دومین فیلم سال     | بهمن فرمان آرا | پیروز    |
| دوره هجدهم بهترین‌های سال منتخب نویسندگان و منتقدان | دومین کارگردان سال | بهمن فرمان آرا | پیروز    |